# Residència Jesús Obrer
La Residència Jesús Obrer és un edifici al nucli de Gualba (Vallès Oriental) catalogat a l'Inventari del Patrimoni Arquitectònic de Catalunya. Edifici de tipologia ciutat-jardí, de planta baixa i pis. Té la coberta composta, la façana dona al carrer principal i és de composició asimètrica. La de la part de darrere té una lògia que ocupa la totalitat de la façana i continua en les parets laterals fins a arribar a la façana principal. Els elements formals són representatius del llenguatge noucentista.